# (463896) 2014 UM100
(463896) 2014 UM100 es un asteroide perteneciente al cinturón de asteroides, descubierto el 24 de octubre de 2014 por el equipo Spacewatch desde el Observatorio Nacional de Kitt Peak (Arizona, Estados Unidos).